# Kraftwerk Waigaoqiao
Das Kraftwerk Waigaoqiao ist ein Kohlekraftwerk in China, das am Ostchinesischen Meer im Bezirk Pudong der Stadt Shanghai gelegen ist.

## Daten
Mit einer installierten Leistung von 5 GW ist Waigaoqiao eines der leistungsstärksten Kohlekraftwerke weltweit und dient zur Abdeckung der Grundlast.

## Kraftwerksblöcke
Das Kraftwerk besteht aus drei Anlagen mit insgesamt acht Blöcken unterschiedlicher Leistung, die von 1995 bis 2008 errichtet wurden. Die folgende Tabelle gibt einen Überblick:
| Anlage | Block | Max. Leistung (MW) | Betriebsbeginn | Turbine           | Generator         | Dampfkessel       |
| ------ | ----- | ------------------ | -------------- | ----------------- | ----------------- | ----------------- |
| 1      | 1     | 300                | 1995           | Shanghai Electric | Shanghai Electric | Shanghai Electric |
|        | 2     | 300                | 1996           | Shanghai Electric | Shanghai Electric | Shanghai Electric |
|        | 3     | 300                | 1996           | Shanghai Electric | Shanghai Electric | Shanghai Electric |
|        | 4     | 300                | 1997           | Shanghai Electric | Shanghai Electric | Shanghai Electric |
| 2      | 5     | 900                | 2004           | Siemens           | Siemens           | Alstom            |
|        | 6     | 900                | 2004           | Siemens           | Siemens           | Alstom            |
| 3      | 7     | 1.000              | 2008           | Shanghai Electric | Shanghai Electric |                   |
|        | 8     | 1.000              | 2008           | Shanghai Electric | Shanghai Electric |                   |

Die Kosten für die Anlage 2 lagen bei ca. 1,8 Mrd. USD und für die Anlage 3 bei geschätzten 1,2 (bzw. 1,5) Mrd. USD. Die Blöcke 5 und 6 verwenden superkritische Dampferzeuger, die Blöcke 7 und 8 ultra-superkritische Dampferzeuger (siehe Überkritisches Wasser).
Die Blöcke 5 und 6 erreichen einen Wirkungsgrad von 42 %, die Blöcke 7 und 8 von bis zu 46 %. Damit benötigen die Blöcke 7 und 8 zur Erzeugung von einer kWh nur 282 Gramm Kohle.

## Eigentümer und Betreiber
Das Kraftwerk ist in drei Anlagen unterteilt, die im Besitz verschiedener Firmen sind. Als Eigentümer der Anlage 2 wird die Shanghai Waigaoqiao No.2 Power Generation Co., Ltd angegeben. Die Anlage 3 ist im Besitz der Shanghai Waigaoqiao No.3 Power Generation Co., Ltd. Als Betreiber des gesamten Kraftwerks wird die Shenergy Company bzw. die Shanghai Electric Power Company angegeben.

## Sonstiges
Die englische Zeitung The Telegraph führte Waigaoqiao 2007 mit 26 Mio. t an Stelle 16 der 25 größten CO2-Emittenten weltweit.